# リリー・キルバート
リリー・キルバート（Lilly Kilvert、1950年 - ）は、アメリカ合衆国ロードアイランド州出身のプロダクションデザイナー、美術監督である。

## 主な作品
- シュア・シング The Sure Thing (1985)
- L.A.大捜査線/狼たちの街 To Live and Die in L.A. (1985)
- 殺したいほどアイ・ラブ・ユー I Love You to Death (1990)
- ザ・シークレット・サービス In the Line of Fire (1993)
- レジェンド・オブ・フォール/果てしなき想い Legends of the Fall (1994)
- ストレンジ・デイズ/1999年12月31日 Strange Days (1995)
- アメリカン・プレジデント The American President (1995)
- クルーシブル The Crucible (1996)
- ゴースト・オブ・ミシシッピー Ghosts of Mississippi (1996)
- シティ・オブ・エンジェル City of Angels (1998)
- マーシャル・ロー The Siege (1998)
- ストーリー・オブ・ラブ The Story of Us (1999)
- ハートブレイカー Heartbreakers (2001)
- ラスト サムライ The Last Samurai (2003)